# René Ifrah

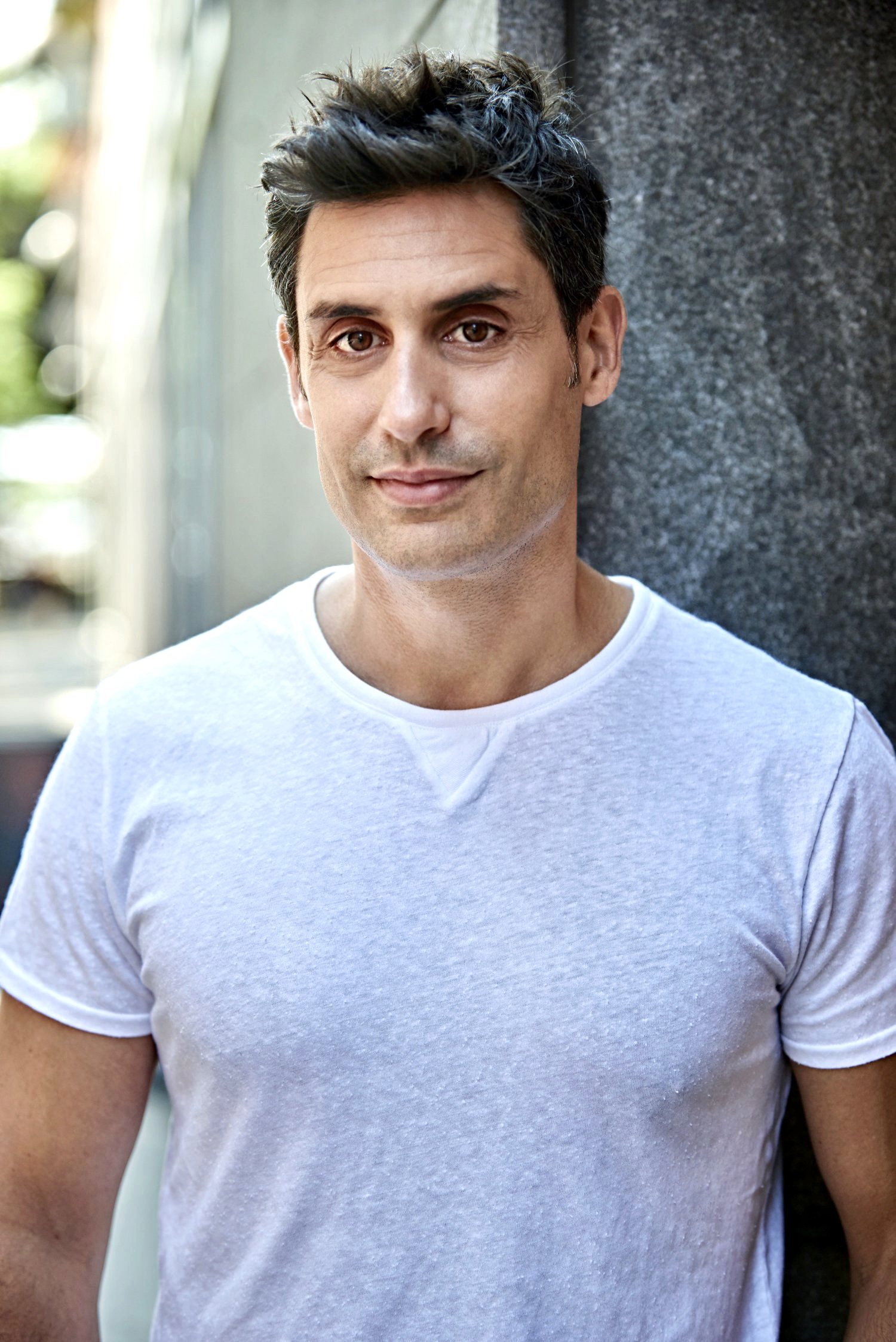
René Ifrah (2020)

René David Ifrah (* 2. Januar 1972 in Frankfurt am Main) ist ein deutsch-amerikanischer Schauspieler.

## Leben

### Herkunft und Ausbildung
René Ifrah wurde in Frankfurt am Main geboren und wuchs dort sowie in Sizilien auf. Seine Mutter ist Deutsche und arbeitete als Sekretärin und Model. Sein Vater, ein Amerikaner israelischer Herkunft, war Sänger. 1982 zog Ifrah mit seiner Familie in die Vereinigten Staaten und lebte in Brooklyn. 1992, mit Anfang zwanzig, kehrte Ifrah nach Deutschland zurück, wo er sein Abitur ablegte, verschiedene Gelegenheitsjobs hatte und sich bei einer Casting-Agentur bewarb.
1995 kehrte Ifrah zunächst in die Vereinigten Staaten zurück. Er absolvierte eine Schauspielausbildung an der LaGuardia High School of Music & Art and Performing Arts in New York. Außerdem hatte er privaten Schauspielunterricht in Los Angeles. Als Jugendlicher spielte Ifrah 1987 eine Episodenrolle in der ARD-Fernsehserie Praxis Bülowbogen. Seine erste Fernsehrolle als Erwachsener hatte er 1996 als Thorben in der Fernsehserie Mensch, Pia!. In der Folgezeit spielte er in mehreren deutschsprachigen Film- und Fernsehproduktionen mit. Er hatte Episodenrollen in der Krankenhausserie OP ruft Dr. Bruckner, in der Comedy-Serie Mama ist unmöglich, in der Jugendserie Die Schule am See und in dem TV-Drama Eine Handvoll Glück (2001), als rumänischer Gangster Nicu.

### Internationale Filmproduktionen
1999 kehrte er dauerhaft nach Deutschland zurück und zog nach Berlin. 2003 spielte er in dem Filmdrama September von Max Färberböck, welches 2003 in der Sektion Un Certain Regard auch bei den Internationalen Filmfestspielen von Cannes gezeigt wurde, die Rolle des pakistanischen, muslimischen Pizzabäckers Ashraf und erhielt hierfür durchweg positive Kritiken.
Mehrfach spielte Ifrah in dieser Zeit in Nebenrollen auch in internationalen Produktionen, unter anderem 2002 an der Seite von Bruce Willis in dem Kriegsfilm Das Tribunal, 2004 an der Seite von Kevin Spacey in der Filmbiografie Beyond the Sea – Musik war sein Leben.
2004 war er in der Rolle des Shareef in dem Abenteuerfilm Das Blut der Templer zu sehen. 2004 spielte er unter der Regie von Miguel Alexandre gemeinsam mit Bernadette Heerwagen in dem Filmdrama Grüße aus Kaschmir. Für seine Rolle des jungen, aus Kaschmir stammenden und im fremden Deutschland lebenden Ingenieurs Sharif Mishra wurde Ifrah 2004 auf dem Münchner Filmfestival in der Kategorie „Bester Newcomer“ nominiert. 2005 erhielt er für seine Darstellung den Adolf-Grimme-Preis. In der Komödie Zores übernahm er 2006 die tragikomische Rolle des Leo Rosen, eines gutaussehenden, liebenswürdigen Chaoten deutsch-jüdischer Abstammung.

### Fernsehproduktionen
2006 spielte er außerdem in der Krimireihe Kommissarin Lucas in einer Nebenrolle den Türken Mehmet Özgur, der mit der religiös-fundmentalistischen Bewegung sympathisiert. Ebenso übernahm er 2006 die Rolle des Kellners Lorenzo Alberi in der Verfilmung Das Gesetz der Lagune, einem Film aus der Fernsehreihe Donna Leon. Das ZDF besetzte Ifrah als Modedesigner Andrew Holland in dem im März 2010 erstausgestrahlten Fernsehfilm Katie Fforde: Eine Liebe in den Highlands. In dem Familien-Drama Die Frau des Schläfers (2010), in dem er gemeinsam mit Yvonne Catterfeld zu sehen war, verkörperte er, „sehr nuanciert“, den muslimischen Ehemann und Schläfer Zaid. In dem Fernsehfilm Das Geheimnis der Villa Sabrini (Erstausstrahlung: März 2012) übernahm Ifrah die Rolle des florentinischen Schmuckdesigners, Juweliers und Lebemanns Francesco Sabrini. Im Januar 2013 war er in dem Fernsehfilm Eine teure Affäre aus der „Katie Fforde“-Reihe des ZDF als Bruder der weiblichen Hauptfigur (Julia Hartmann) zu sehen. Im April 2013 war er im ZDF in dem Fernsehfilm Die Pastorin an der Seite von Christine Neubauer in der Rolle des attraktiven jungen Arztes Dr. Antonio Alvarez zu sehen. In dem ZDF-Fernsehfilm Die Kinder meiner Tochter (2014) spielte er, an der Seite von Jürgen Prochnow, den kurdischen Schwiegersohn des pensionierten Richters Ernst Blessing. 2014 folgte in der „Katie Fforde“-Reihe des ZDF eine Hauptrolle in dem Fernsehfilm Eine Liebe in New York; darin verkörperte er Alejandro, einen illegalen Einwanderer aus Kolumbien, der mit einer Wall-Street-Brokerin eine Scheinehe eingeht.
In der US-amerikanischen Fernsehserie Homeland (2015) übernahm er in mehreren Folgen die Rolle des Dschihadisten Bibi Hamed, der im Auftrag der Terrormiliz IS ein Attentat in Europa verüben soll. Im März 2015 war er in dem ZDF-Sonntagsfilm Franziskas Welt - Hochzeiten und andere Hürden, der Fortsetzung des Fernsehfilms Die Pastorin, wieder als Arzt Dr. Alvarez zu sehen. Im März 2016 war Ifrah an der Seite von Ursula Buschhorn in dem ZDF-Sonntagfilm Katie Fforde: Das Schweigen der Männer als Ehemann Howard Harper erneut in der männlichen Hauptrolle zu sehen.
Im Januar 2017 war Ifrah in der ZDF-Serie SOKO Leipzig in einer Episodenhauptrolle als Amir Mahrous zu sehen; er spielte einen Politikprofessor aus Aleppo, der als syrischer Flüchtling nach Deutschland kommt und von einem Leipziger Rentnerehepaar Unterstützung erhält.  In dem Ensemblefilm So einfach stirbt man nicht, der im August 2019 im ZDF erstausgestrahlt wurde, verkörperte René Ifrah den behandelnden mallorquinischen Krankenhausarzt Dr. Rupert Akta.

### Privates
René Ifrah ist verheiratet und lebt in Berlin und New York. Ifrah besitzt neben der US-Staatsbürgerschaft mittlerweile auch die deutsche Staatsangehörigkeit. Er selbst fühlt sich als „amerikanisch sozialisierter“ Europäer.

## Filmografie (Auswahl)
- 1987: Praxis Bülowbogen
- 1996: Mensch, Pia!
- 1996: OP ruft Dr. Bruckner – Das Wolfskind
- 1999: Mama ist unmöglich
- 2000: Die Schule am See
- 2001: Eine Handvoll Glück
- 2002: Das Tribunal (Hart’s War)
- 2002: Berlin, Berlin – Auf der Flucht
- 2002: SK Kölsch – Kopfgeld
- 2003: September
- 2004: Grüße aus Kaschmir
- 2004: Beyond the Sea – Musik war sein Leben
- 2004: Das Blut der Templer
- 2004: Die Sitte – Der letzte Kunde
- 2005: Der letzte Zeuge – Madan Sansawar
- 2006: Zores
- 2006: Kommissarin Lucas – Skizze einer Toten
- 2006: Donna Leon: Das Gesetz der Lagune
- 2008: Die Patin – Kein Weg zurück
- 2008: Die Sache mit dem Glück
- 2009: Die Entführung der U-Bahn Pelham 1 2 3 (The Taking of Pelham 123)
- 2010: Katie Fforde: Eine Liebe in den Highlands
- 2010: Die Frau des Schläfers
- 2010: SOKO 5113 – Vendetta
- 2012: Das Geheimnis der Villa Sabrini
- 2012: Alarm für Cobra 11 – Operation Hiob
- 2013: Katie Fforde: Eine teure Affäre
- 2013: Die Pastorin
- 2013: Die Kinder meiner Tochter
- 2014: Katie Fforde: Eine Liebe in New York
- 2015: Franziskas Welt – Hochzeiten und andere Hürden
- 2015: Homeland (Fernsehserie, 7 Episoden)
- 2016: Katie Fforde: Das Schweigen der Männer
- 2017: SOKO Leipzig – Aus der Hölle
- 2017: Sneaky Pete (Fernsehserie, 5 Episoden)
- 2017: Marvel’s The Punisher (Fernsehserie, Episode 1x11)
- 2019: So einfach stirbt man nicht (Fernsehfilm)
- 2022: Rosamunde Pilcher: Liebe ist unberechenbar
- 2024: Unter anderen Umständen: Dominiks Geheimnis (Fernsehreihe)
- 2024: Die Ermittlung